# マエルス・ロドリゲス
マエルス・ロドリゲス・コラレス（Maels Rodríguez Corrales , 1979年10月15日 - ）はキューバ出身の元野球選手。投手、右投げ右打ち。

## 来歴・人物
1997-1998シーズンから国内リーグ"セリエ・ナシオナル・デ・ベイスボル"のサンクティ・スピリトゥスに所属。1999年12月8日に国内リーグ史上初の球速100マイルを記録、その丁度2週間後にリーグ史上初の完全試合も達成した。速球とスライダーを軸にした投球で1999-2000シーズンは177奪三振を記録、チームメートのヨバニ・アラゴンと共に最多奪三振投手になる。
2000年のシドニーオリンピックでは予選ラウンドの日本戦で抑え投手として登板、日本代表のクリーンナップトリオ、3番田口壮・4番中村紀洋・5番松中信彦を三者連続三振に斬って取る等、2イニングを完璧に抑える。決勝戦でもアメリカ代表相手に4.2イニングで7奪三振・無失点の好投をするが、キューバ代表チームはベン・シーツに完封されて敗北して銀メダルに終わる。しかし大会を通して12.1イニングで4与四球・22奪三振・1自責点の好成績だった。
2000-2001シーズンは32年前にサンティアゴ・メデレオスが樹立した208奪三振の国内リーグ記録を大きく更新する263奪三振を記録した他、防御率1.77・15勝6敗で最多奪三振、最優秀防御率、最多勝の投手三冠を独占。2001-2002シーズンは防御率2.13・14勝3敗・219奪三振で3年連続最多奪三振投手になる。2002年のインターコンチネンタルカップでは決勝戦で韓国代表チーム相手にリリーフ投手として無失点の投球、勝利投手になる。
2002-2003シーズンは突如終盤に調子を落とし、最終的には防御率3.19・8勝3敗・117奪三振で、与四球は3年連続リーグ最多となる87を記録。2003年10月のワールドカップの選考で代表チームから外された。右肩の故障の為に球速が90マイル未満にまで下がっていた。同年10月にヨバル・ドゥエニャスと共にエルサルバドルに亡命。その後にメジャーリーグ各球団のトライアウトを受けるが、獲得球団は無かった。2005年6月のドラフト会議でアリゾナ・ダイヤモンドバックスから22巡目指名を受け、契約したもののマイナーリーグではプレーしていない。

## 年度別投手成績 （2000-01年以降）
| 年 度     | 球 団    | 登 板 | 先 発 | 完 投 | 完 封 | 無 四 球 | 勝 利 | 敗 戦 | セ 丨 ブ | ホ 丨 ル ド | 勝 率 | 打 者 | 投 球 回 | 被 安 打 | 被 本 塁 打 | 与 四 球 | 敬 遠 | 与 死 球 | 奪 三 振 | 暴 投 | ボ 丨 ク | 失 点 | 自 責 点 | 防 御 率 | W H I P |
| --------- | -------- | ----- | ----- | ----- | ----- | -------- | ----- | ----- | -------- | ----------- | ----- | ----- | -------- | -------- | ----------- | -------- | ----- | -------- | -------- | ----- | -------- | ----- | -------- | -------- | ------- |
| 2000-2001 | SSP      | 24    | 23    | 10    |       |          | 15    | 6     | 0        | --          | .714  | 717   | 178.1    | 115      | 3           | 76       | 3     | 10       | 263      | 10    | 0        | 43    | 35       | 1.77     | 1.07    |
| 2001-2002 | SSP      | 24    | 20    | 5     |       |          | 14    | 3     | 1        | --          | .824  | 655   | 165.0    | 89       | 10          | 85       | 2     | 9        | 219      | 24    | 0        | 44    | 39       | 2.13     | 1.05    |
| 2002-2003 | SSP      | 19    | 16    | 6     |       |          | 8     | 3     | 2        | --          | .727  | 494   | 113.0    | 74       | 8           | 87       | 2     | 4        | 117      | 14    | 1        | 44    | 39       | 3.11     | 1.42    |
| CNS：3年  | CNS：3年 | 67    | 59    | 21    |       |          | 37    | 12    | 3        | 0           | .755  | 1866  | 456.1    | 278      | 21          | 248      | 7     | 23       | 599      | 48    | 1        | 131   | 113      | 2.23     | 1.15    |

- 各年度の太字はリーグ最高、赤太字はキューバ国内リーグにおける歴代最高。
- キューバで通常用いられる個人通算成績は、プレーオフや選抜リーグなども合算するため、この表の合計とは一致しない